# Tibiotrichius fujiokai
Tibiotrichius fujiokai är en skalbaggsart som beskrevs av Miyake 1994. Tibiotrichius fujiokai ingår i släktet Tibiotrichius och familjen Cetoniidae. Inga underarter finns listade i Catalogue of Life.